# Луговое (Правдинский район)
Луговое — поселок в Правдинском районе Калининградской области.

## География
Находится в южной части Калининградской области на расстоянии приблизительно 4 км на восток-северо-восток по прямой от административного центра района города Правдинск.

## История
Населенный пункт назывался Хоенфельде до 1947 года. В составе Правдинского района с 2006 по 2015 год входил в Правдинское городское поселение.

## Население
Численность населения: 103 человека (русские 68 %) в 2002 году, 86 в 2010.